# Епархия Саме
Епархия Саме (лат. Dioecesis Samensis) — епархия Римско-Католической Церкви с центром в городе Саме, Танзания. Епархия Саме входит в митрополию Аруши. Кафедральным собором епархии Аруши является церковь Христа Царя.

## История
10 декабря 1963 года Римский папа Павел VI издал буллу «Adpetens Natalis Christi», которой учредил апостольскую префектуру Саме, выделив её из епархии Моши.
3 февраля 1977 года Римский папа Павел VI издал буллу «Praefecturam illam», которой преобразовал апостольскую префектуру Сааме в епархию. Первоначально епархия Сааме входила в митрополию Дар-эс-Салама.
16 марта 1999 года епархия Сааме вошла в митрополию Аруши.

## Ординарии
- епископ Henry J. Winkelmolen C.S.Sp.[1] (3.01.1964 — 1977);
- епископ Джосафат Льюис Лебулу (12.02.1979 — 28.11.1998), назначен архиепископом Аруши;
- епископ Jacob Venance Koda (16.03.1999 — 15.04.2010);
- епископ Rogatus Kimaryo C.S.Sp. (30.04.2010 — по настоящее время).

## Источник
- Annuario Pontificio, Libreria Editrice Vaticana, Città del Vaticano, 2003, ISBN 88-209-7422-3
- Bolla Adpetens Natalis Christi  (лат.)
- Булла Praefecturam illam, AAS 69 (1977), стр. 318  (лат.)